# Robertsia
Robertsia is een geslacht van vliesvleugeligen uit de familie Pteromalidae. De wetenschappelijke naam van dit geslacht is voor het eerst geldig gepubliceerd in 1988 door Boucek.

## Soorten
Het geslacht Robertsia omvat de volgende soorten:
- Robertsia mandibularis Boucek, 1988
- Robertsia vaamondei van Noort & Rasplus, 2005
- Robertsia weibleni van Noort & Rasplus, 2005
- Robertsia xylosyciae Boucek, 1988